# Galileo, mensajero de las estrellas
Galileo, mensajero de las estrellas (título original en francés: Galilée, le messager des étoiles) es una monografía ilustrada y un relato biográfico del astrónomo italiano Galileo Galilei. La obra es el 14.º volumen de la colección «Aguilar Universal», escrita por el físico francés Jean-Pierre Maury, y publicada por la editorial madrileña Aguilar en 1990.
La edición original en francés fue publicada por la editorial parisina Éditions Gallimard en 1986, como el 10.º volumen de su colección enciclopédica «Découvertes Gallimard». Una nueva edición con cubierta distinta, bajo el título Galileo, el mensajero de los astros, traducida por Juan Vivanco Gefaell, para España e Hispanoamérica, salió en 2000, editada por la editorial barcelonesa Ediciones B, y publicada en la serie Ciencias naturales, dentro de su colección «Biblioteca de bolsillo CLAVES». El libro fue adaptado a un documental homónimo en 1999.

## Resumen
El autor narra la vida del astrónomo, en esta obra, sus investigaciones y sus numerosos inventos en la Italia del siglo XVII, pone de manifiesto la aventura de un científico impetuoso, en siete capítulos, seguidos de un conjunto de «testimonios y documentos».

## Contenido
Corpus
- «Tráiler» (pp. 1–11, una serie de ilustraciones realizada por Christian Jégou, acompañada de textos, de forma similar a la novela gráfica, que ilustra una etapa importante en la vida de Galileo)
- Capítulo I: «Un profesor en los astilleros» (pp. 15–33)
- Capítulo II: «Galileo el copernicano» (pp. 35–49)
- Capítulo III: «El mensaje celestial» (pp. 51–69)
- Capítulo IV: «De Venecia a Florencia» (pp. 71–93)
- Capítulo V: «De victoria en victoria» (pp. 95–107)
- Capítulo VI: «La trampa» (pp. 109–117)
- Capítulo VII: «De la prohibición al proceso» (pp. 119–127)

Testimonios y documentos
1. Galileo en el teatro (pp. 130–135)
2. El proceso de Galileo (pp. 136–141)
3. Cartas de Galileo (pp. 142–145)
4. ¿Descubrió Galileo el planeta Neptuno? (pp. 146–147)
5. Grandes cosas veréis... (pp. 148–151)
6. La Tierra es más brillante que la Luna (pp. 152–153)

Anexos
- Cronología (pp. 154–155)
- Bibliografía (p. 155)
- Índice de ilustraciones (pp. 156–158)
- Índice alfabético (pp. 158–159)
- Índice de materias (p. 160)

## Recepción
El sitio web Babelio otorga al libro una calificación promedio de 3.58 sobre 5, basada en 12 calificaciones. En el sitio web Goodreads, el libro obtiene un promedio de 4.14/5 basado en 21 calificaciones, lo que indica «opiniones generalmente positivas».

## Adaptación
En 1999, en coproducción con La Sept-Arte y Trans Europe Film, en colaboración con Éditions Gallimard, realiza la adaptación documental de Galilée, le messager des étoiles bajo el mismo título, dirigida por Jean-Claude Lubtchansky, con narración en off por François Marthouret y Ruggero De Pas, y transmitido por Arte en el programa de televisión L'Aventure humaine. Posteriormente ha sido doblado al alemán bajo el título Galileo Galilei und die Sterne. El documental también ha sido lanzado en DVD, editado por el Centro Nacional del Cine y la Imagen Animada (CNC).